# Ampen
För andra betydelser, se Ampen (olika betydelser).
Ampen är en sjö i Norrköpings kommun i Östergötland och ingår i Motala ströms huvudavrinningsområde.